# René Dohet
René Dohet est un ancien footballeur et entraîneur belge né le 8 novembre 1907.

## Carrière comme joueur
- 1919-1929 : Standard de Liège

139 matchs, 14 buts

## Palmarès comme joueur
- Vice-champion de Belgique en : 1926 - 1928

## Carrière comme entraîneur
- 1940-1942 : Standard de Liège